# 1641
1641 (MDCXLI) fue un año común comenzado en martes, según el calendario gregoriano.

## Acontecimientos
- 6 de enero: se realiza en Chile el Parlamento de Quillín entre mapuches («araucanos») y españoles.
- 5 de febrero: un terremoto de 6,8 destruye la ciudad iraní de Tabriz dejando un saldo de 30.000 muertos.
- 16 de enero: Se proclama la república catalana para intentar anexionarse a Francia.
- 11 de marzo: en el peñón de Mbororé (actual Argentina), los indios guaraníes que habitaban las misiones jesuíticas vencen a los bandeirantes (esclavistas portugueses tras la separación de Portugal de España) en la batalla de Mbororé.
- Conspiración independentista en Andalucía, encabezada por el duque de Medina Sidonia y el marqués de Ayamonte, contra la política del conde-duque de Olivares (valido de Felipe IV).
- Robert Boyle visita Italia.
- El genealogista francés Pierre D’Hozier (1592-1660) es nombrado rey de armas principal de la Jarretera.
- 13 de abril: en España, la religiosa Francisca de Oviedo ingresa una estatua del Santísimo Cristo de la Victoria a la aldea de Serradilla (Cáceres).
- 11 de junio: Un terremoto de 6,5 destruye la ciudad venezolana de Caracas.

## Arte y literatura
- En Venecia, Monteverdi estrena Il ritorno d'Ulisse in patria.

## Nacimientos
- 3 de febrero: Cristián Alberto de Holstein-Gottorp, Duque de Holstein-Gottorp  (f. 1695).
- 5 de mayo: Cipriano Barace, misionero jesuita y mártir (f. 1702).
- Mayo: Juan Núñez de la Peña, estudioso e historiador español.
- Septiembre: Nehemiah Grew, médico y botánico británico.
- Giovanni Battista Contini, arquitecto italiano del Barroco.
- Bonne de Pons, marquesa de Heudicourt  aristócrata francesa de la corte de Versalles.

## Fallecimientos
- 3 de enero: Jeremiah Horrocks, astrónomo inglés (n. 1618).
- 9 de diciembre: Antoon van Dyck, pintor belga (n. 1599).